# Vic Fangio
Victor John Fangio (Dunmore, 22 agosto 1958) è un allenatore di football americano statunitense che svolge il ruolo di coordinatore difensivo per i Philadelphia Eagles della National Football League (NFL).

## Carriera
Con oltre trenta stagioni di esperienza come allenatore nella NFL, Fangio ne ha svolte 25 come coordinatore difensivo nella massima lega americana e nel college football. L'ultima esperienza come assistente allenatore fu con i Chicago Bears (2015–18). In precedenza aveva guidato le difese di San Francisco 49ers (2011–14), Stanford University (2010), Houston Texans (2002–05), Indianapolis Colts (1999–2001) e Carolina Panthers (1995–98).
Le difese di Fangio sono state costantemente tra le più produttive della lega in numerose categorie, inclusi punti subiti, yard totali concesse e minor numero di penalità subite.
Al  termine della stagione 2018 fu premiato come miglior assistente allenatore dell'anno.
Il 10 gennaio 2019, i Denver Broncos raggiunsero un accordo con Fangio perché divenisse il loro nuovo capo-allenatore, la prima esperienza in quel ruolo.

## Record come capo allenatore
| Squadra | Anno   | Stagione regolare | Stagione regolare | Stagione regolare | Stagione regolare | Stagione regolare | Playoff | Playoff | Playoff   |
| Squadra | Anno   | Vinte             | Perse             | Pareggiate        | Posizione         | Risultato         | Vinte   | Perse   | Risultato |
| ------- | ------ | ----------------- | ----------------- | ----------------- | ----------------- | ----------------- | ------- | ------- | --------- |
| DEN     | 2019   | 7                 | 9                 | 0                 | 2° AFC West       | no playoff        | -       | -       | -         |
| DEN     | 2020   | 5                 | 11                | 0                 | 4° AFC West       | no playoff        | -       | -       | -         |
| DEN     | 2021   | 7                 | 10                | 0                 | 4° AFC West       | no playoff        | -       | -       | -         |
| Totale  | Totale | 19                | 32                | 0                 |                   |                   | -       | -       |           |